# Abbadia San Salvatore
{{Olasz település infobox
| név = Abbadia San Salvatore
| régió = Toszkána
| kép = Abbazia di s.salvatore.jpg
| képaláírás = A San Salvatore-apátság
| címer = 
| megye = Siena 
| megye rövidítése = SI
| polgármester = Lorenzo Avanzati
| körzethívószám = 0577
| irányítószám = 53021
| népesség éve = [[December 2004]]
| népsűrűség = 116
| tszf = 822
| terület = 58.9
| szélességi fok = 42
| szélességi ívperc = 53
| hosszúsági fok = 11
| hosszúsági ívperc = 41
| weboldal = www.comune.abbadia-san-salvatore.si.it/}}
Abbadia San Salvatore község (comune) Siena megyében, Olaszország Toszkána régiójában, 110 kilométerre délkeletre Firenzétől és mintegy 60 kilométerre délkeletre Sienától, Monter Amiata térségében.
Nevét a Megmentő Apátságáról (Abbadia San Salvatore) kapta. A város valamikor mint a cinnabarit bányászásának központja volt fontos. Látványossága a 15. századi Palazzo della Potesta palota és a Santa Croce templom.
Védőszentje Szent Márk. Lakóinak olasz neve: Abbadenghi, Badenghi.
Szomszédos községek: Castel del Piano, Castiglione d'Orcia, Piancastagnaio, Radicofani, San Casciano dei Bagni, Santa Fiora, Seggiano.